# James Drury
James Child Drury Jr. (n. 18 aprilie 1934, New York City, New York, SUA – d. 6 aprilie 2020, Houston, Texas, SUA) a fost un actor american. Este cel mai bine cunoscut pentru că a jucat rolul principal în serialul de televiziune săptămânal The Virginian, care a fost difuzat pe NBC între 1962 și 1971.

## Filmografie

### Filme de cinema
| An   | Titlu                                     | Rol                    | Note            |
| ---- | ----------------------------------------- | ---------------------- | --------------- |
| 1955 | Blackboard Jungle                         | Hospital Attendant     | nemenționat     |
| 1955 | Love Me or Leave Me                       | Assistant Director     | nemenționat     |
| 1955 | The Tender Trap                           | Eddie                  |                 |
| 1956 | Diane                                     | Lieutenant             | nemenționat     |
| 1956 | Planeta interzisă                         | Crewman Strong         |                 |
| 1956 | The Last Wagon                            | Lt. Kelly              |                 |
| 1956 | Love Me Tender                            | Ray Reno               |                 |
| 1957 | Bernardine                                | Lt. Langley Beaumont   |                 |
| 1959 | Good Day for a Hanging                    | Paul Ridgely           |                 |
| 1960 | Toby Tyler                                | Jim Weaver             |                 |
| 1960 | Pollyanna                                 | George Dodds           |                 |
| 1960 | Ten Who Dared                             | Walter Powell          |                 |
| 1962 | Călărește ținutul montan                  | Billy Hammond          |                 |
| 1962 | Third of a Man                            | Emmet                  |                 |
| 1967 | Tinerii Războinici                        | Sgt. Cooley            |                 |
| 1991 | The Gambler Returns: The Luck of the Draw | Jim                    |                 |
| 1994 | Maverick                                  | Riverboat Poker Player | nemenționat     |
| 2005 | Hell to Pay                               | JT Coffee              |                 |
| TBA  | Billy and the Bandit                      | Grandpa                | Lansare postumă |

### Filme de televiziune
| An      | Titlu                            | Rol                                         | Note                                       |
| ------- | -------------------------------- | ------------------------------------------- | ------------------------------------------ |
| 1961    | Perry Mason                      | Guest Star                                  | Sezonul 5 Episodul 3                       |
| 1955–61 | Gunsmoke                         | Tom / Johnny Red / Jerry Cass / Booth Rider | 4 episoade                                 |
| 1958    | Alfred Hitchcock prezintă...     | Michael Grimes                              | Episodul: "The Right Kind of House"        |
| 1958    | Playhouse 90                     | Jesse James                                 | Episodul: "Bitter Heritage"                |
| 1958    | The Texan                        | Johnny Kaler                                | Episodul: "The Troubled Town"              |
| 1958–61 | The Rifleman                     | Spicer / Lloyd Carpenter                    | 2 episoade                                 |
| 1959    | Have Gun - Will Travel           | Tony                                        | Sezonul 3, Episodul 21 "Hunt the Man Down" |
| 1959–61 | Rawhide                          | Rance / Johnny Adler / Kenley               | 3 episoade                                 |
| 1959    | Lawman                           | Clay Troop                                  | Episodul "The Gang"                        |
| 1959    | Lawman                           | Stan Bates                                  | Episodul "The Outsider"                    |
| 1959    | Steve Canyon                     | Lt. Richard Muller                          | 2 episoade                                 |
| 1959    | Cheyenne                         | Bill Magruder                               | Episodul: "The Impostor"                   |
| 1959    | Black Saddle                     | Neal Adams                                  | Episodul: "Client: Neal Adams"             |
| 1959-60 | Men into Space                   | Major Nick Alborg                           | Episodul: "Tankers in Space"               |
| 1959-60 | Wagon Train                      | Cole Crawford / Justin Claiborne            | 2 episoade                                 |
| 1962–71 | The Virginian                    | The Virginian                               | 249 episoade                               |
| 1969    | Rowan & Martin's Laugh-In        | Rolul său                                   | 2 episoade                                 |
| 1971–72 | Alias Smith and Jones            | Șerif Tankersley / șherif Lom Trevors       | 2 episoade                                 |
| 1971    | Ironside                         | Al                                          | Episodul: "The Professionals"              |
| 1974    | Firehouse                        | Cpt. Spike Ryerson                          | 13 episoade                                |
| 1993    | Walker, polițist texan           | Captain Tom Price                           | 3 episoade                                 |
| 1993–94 | Aventurile lui Brisco County Jr. | Ethan Emerson                               | 2 episoade                                 |
| 2012    | Tales of the Cap Gun Kid         | Ranger Captain                              | 1 episod                                   |